# エウローパ岬

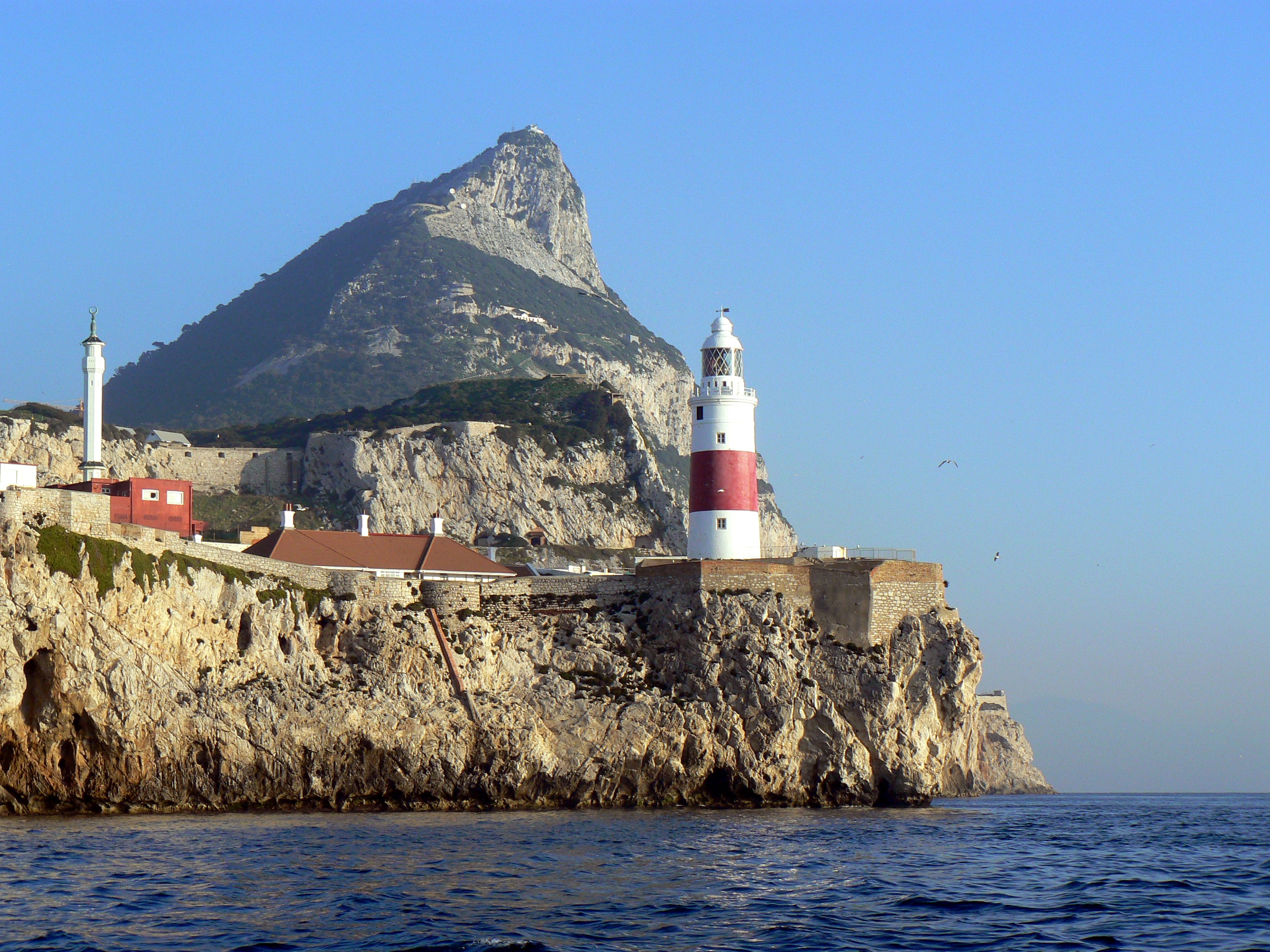
ジブラルタル海峡から見たエウローパ岬

エウローパ岬（英語: Europa Point, スペイン語: Punta de Europa or スペイン語: Punta Europa）は、イギリスの海外領土であるジブラルタルの最南端地点にある岬。
ジブラルタルの岩（ザ・ロック）の末端部南側の土地は平坦で、グラウンドや建物などで占有されている。晴れた日には、地中海西端のジブラルタル海峡を挟んで対岸にあるセウタやモロッコのリーフ山地などを見渡すことができ、ジブラルタル湾を挟んで対岸にあるスペイン領の町やその海岸線を見渡すことができる。ジブラルタルの旧市街からはエウローパ道路でアクセスすることができる。
国際水路機関による定義ではエウローパ岬と対岸のアルミナ岬（セウタ）を結ぶ線がジブラルタル海峡東端となっている。
主要な建築物には、ハーディングの砲台、イブラヒム＝アル＝イブラヒムのモスク、ローマ・カトリックの聖母マリア教会、エウローパ岬灯台、修道女の井戸などがある。エウローパ岬はまた、クリケットジブラルタル代表がプレーするクリケット専用グラウンドを見渡せる唯一の場所であり、2013年にはシコルスキ記念碑が建てられた。
エウローパ岬はダドリー・ウォード・トンネルを通じて、サンデイ湾、カタラン湾などジブラルタルの岩（ザ・ロック）の東側とつながっている。重大な落石から8年後の2010年、トンネルは再オープンした。2011年、ジブラルタル自治政府は440万ジブラルタルポンドを費やしてエウローパ岬の改装を行い、首相のピーター・カルアナによって再開所式が行われた。

## 著名な建築物

### ハーディングの砲台

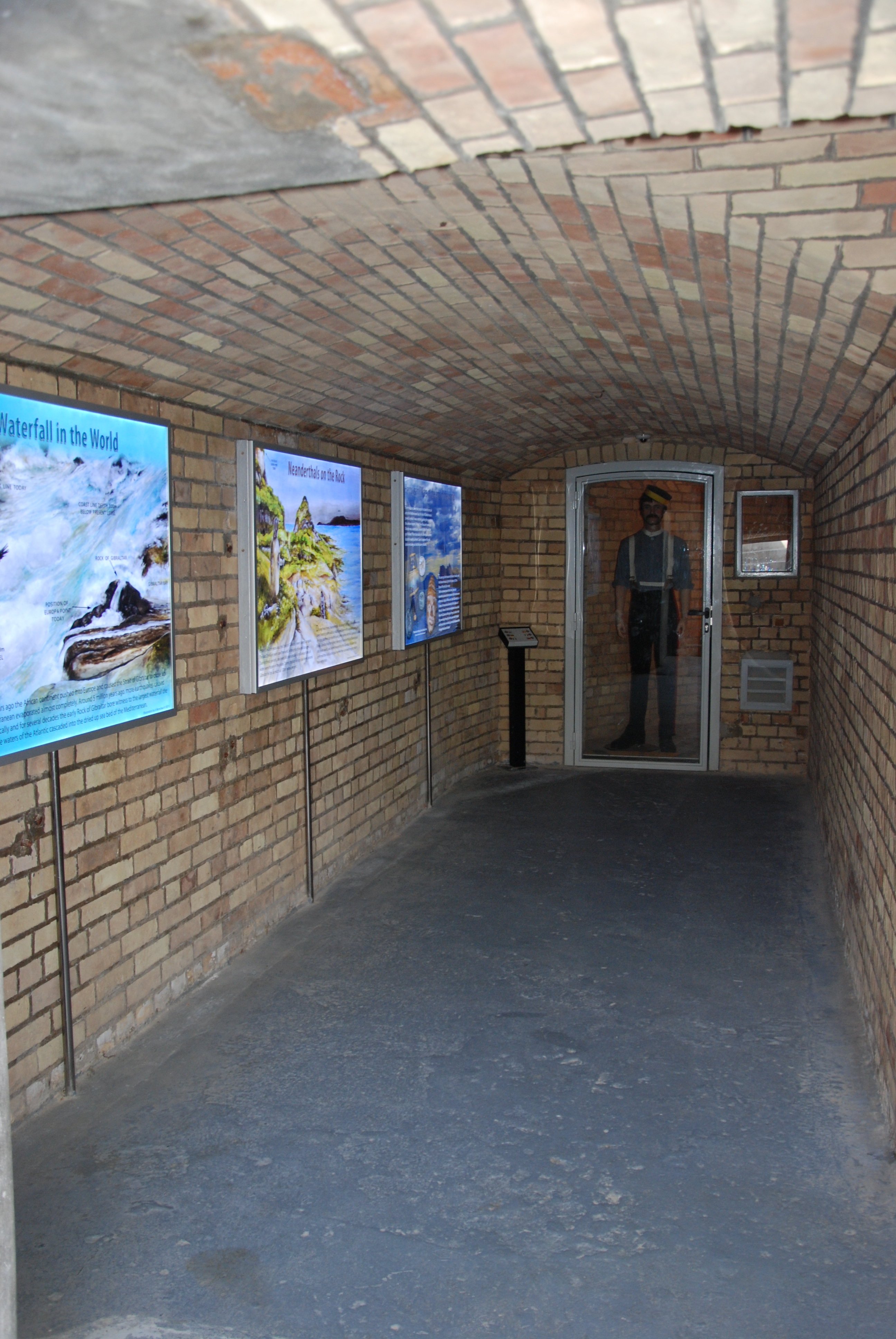
今日のエウローパ沈床弾薬庫

エウローパ岬はイギリス人によって自然な防御壁だった崖に要塞が構築されたのと同様に、スペイン人やムーア人の要塞でもあった。絶壁、足や手をかける場所もない断崖、多くの砲台などが地元の兵舎を支えた。今日、ハーディングの砲台はジブラルタル末端部の土地の中心にある。19世紀に建設されたこの砲台は、ジブラルタル海峡の対岸まで800ポンドの投射物を発射できた大砲の規模を明らかにしている。これらの兵器を備えるエウローパ沈床弾薬庫は、今日ではビジターセンターとして使用されている。

### エウローパ岬灯台
エウローパ岬灯台は1838年から1841年の間に、ジブラルタル総督のアレクザンダー・ジョージ・ウッドフォードによって建設された。1994年2月には完全自動化されて無人となり、その光は27キロメートルの距離から見ることができる。エウローパ岬灯台はトリニティ・ハウスが担当する最南端の灯台であり、イギリスの外部にある唯一の灯台である。
ジブラルタルの住民は灯台をラ・ファロラ（la farola）と呼び、これはラテン語に由来している。ジブラルタル・アマチュア無線協会は灯台周辺から放送している。

### イブラヒム＝アル＝イブラヒムのモスク
キング・ファハド・ビン・アブドゥルアズィーズ・アル＝サウド・モスク(King Fahd bin Abdulaziz al-Saud Mosque)またはMosque of the Custodian of the Two Holy Mosquesとして知られるモスクがエウローパ岬に建っている。建物はサウジアラビアのファハド国王から贈られ、2年の歳月と約500万ポンドの資金をかけて建設され、1997年8月8日に公式に竣工した。モスクは複合施設であり、宗教学校、図書館、講堂が内包されている。2,000人以上のムスリムを抱えるジブラルタルで唯一のムスリム専用のモスクである。

### 聖母マリア教会

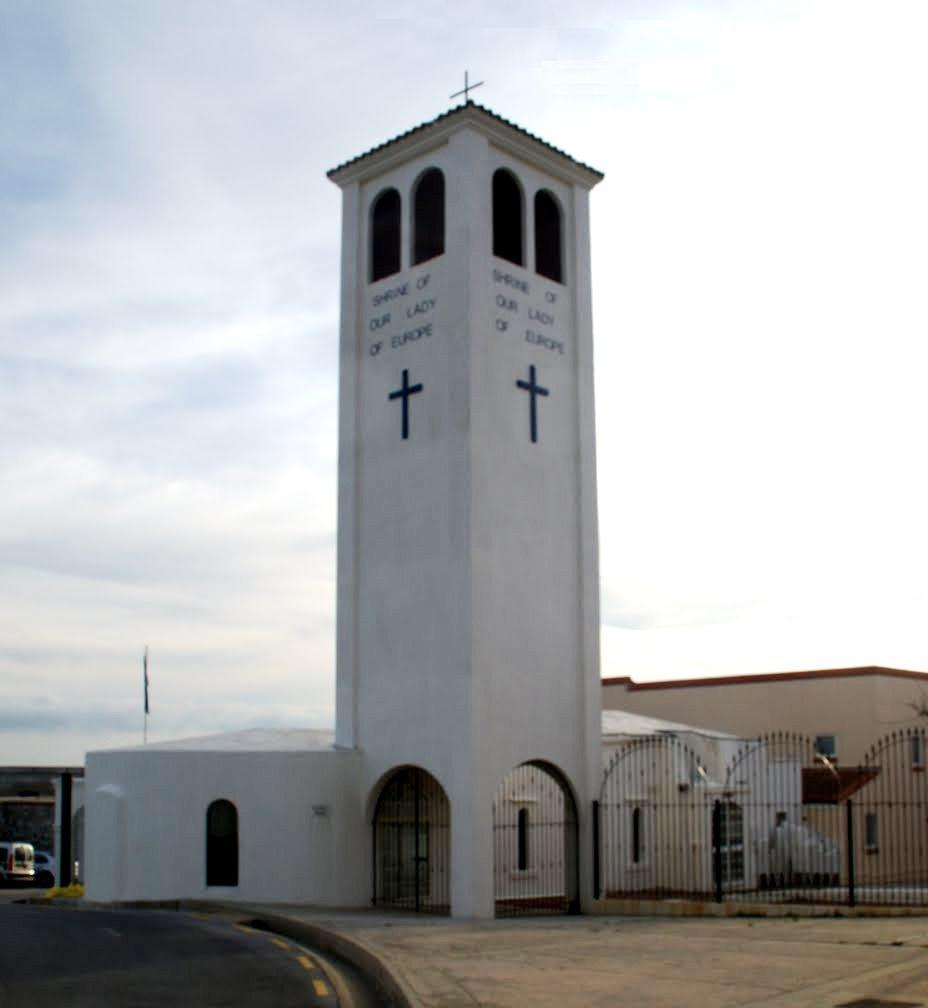
聖母マリア教会

1462年8月20日の聖バーナード記念の日、ロドリゴ・ポンセ・デ・レオンに率いられたカスティーリャ王国の軍隊は、ムーア人からジブラルタルを奪還した。彼らはエウローパ岬に小さなモスクを築き、エウローパの守護聖人である聖母を称えたキリスト教会に変えた。1979年に教皇ヨハネ・パウロ2世は、ジブラルタルの守護聖人としてエウローパの聖母マリアの称号を公式に承認し、つづいて教会が修復された。

### 修道女の井戸
修道女の井戸は、キートリー・ウェイ・トンネル末端部の反対側にある地下水の古い備蓄庫である。19世紀、地下水はビール製造に使用された。ジブラルタルへの訪問者が使用できるよう、1988年には建物が修復された。

## ギャラリー

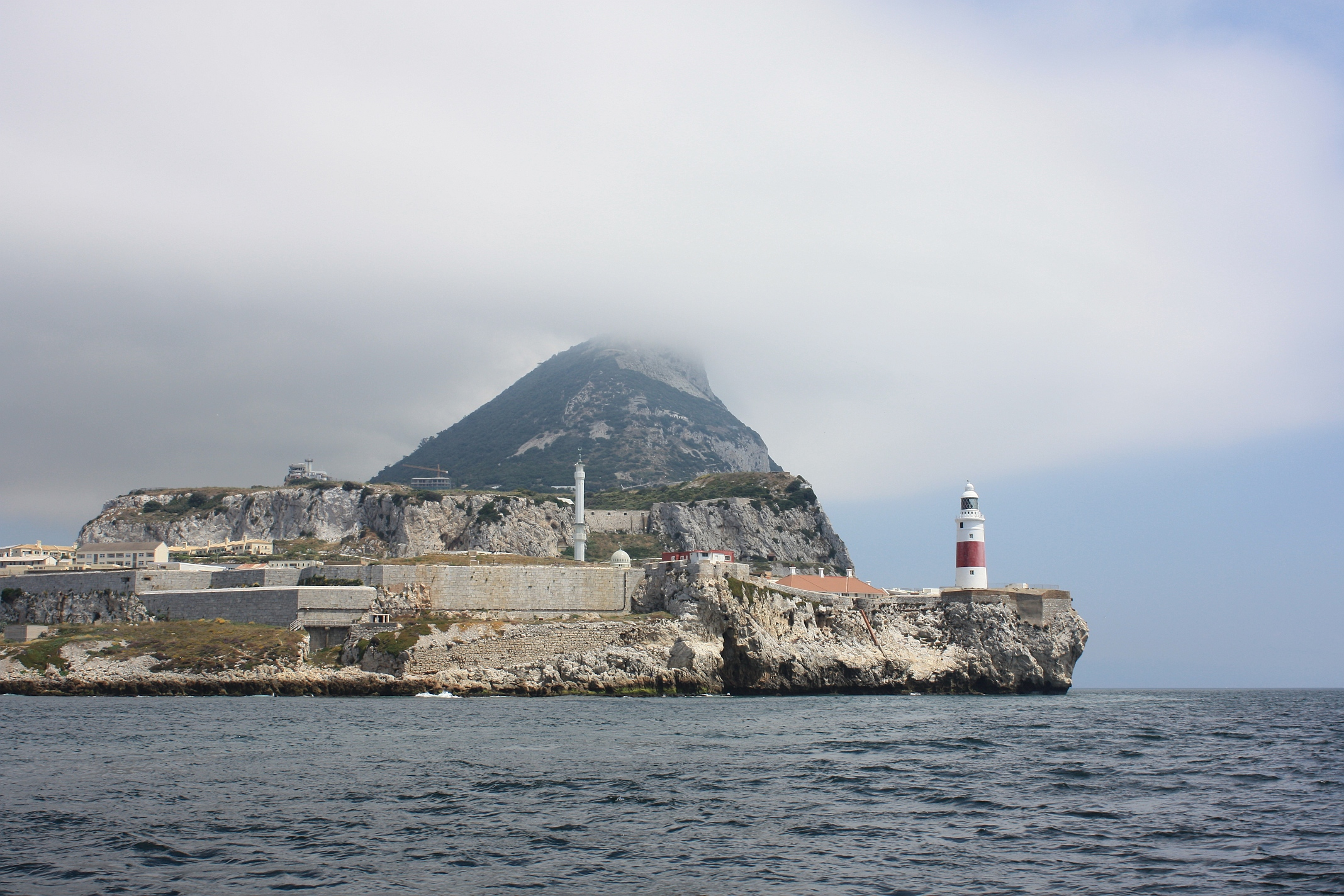
ジブラルタル海峡から見たエウローパ岬とジブラルタルの岩
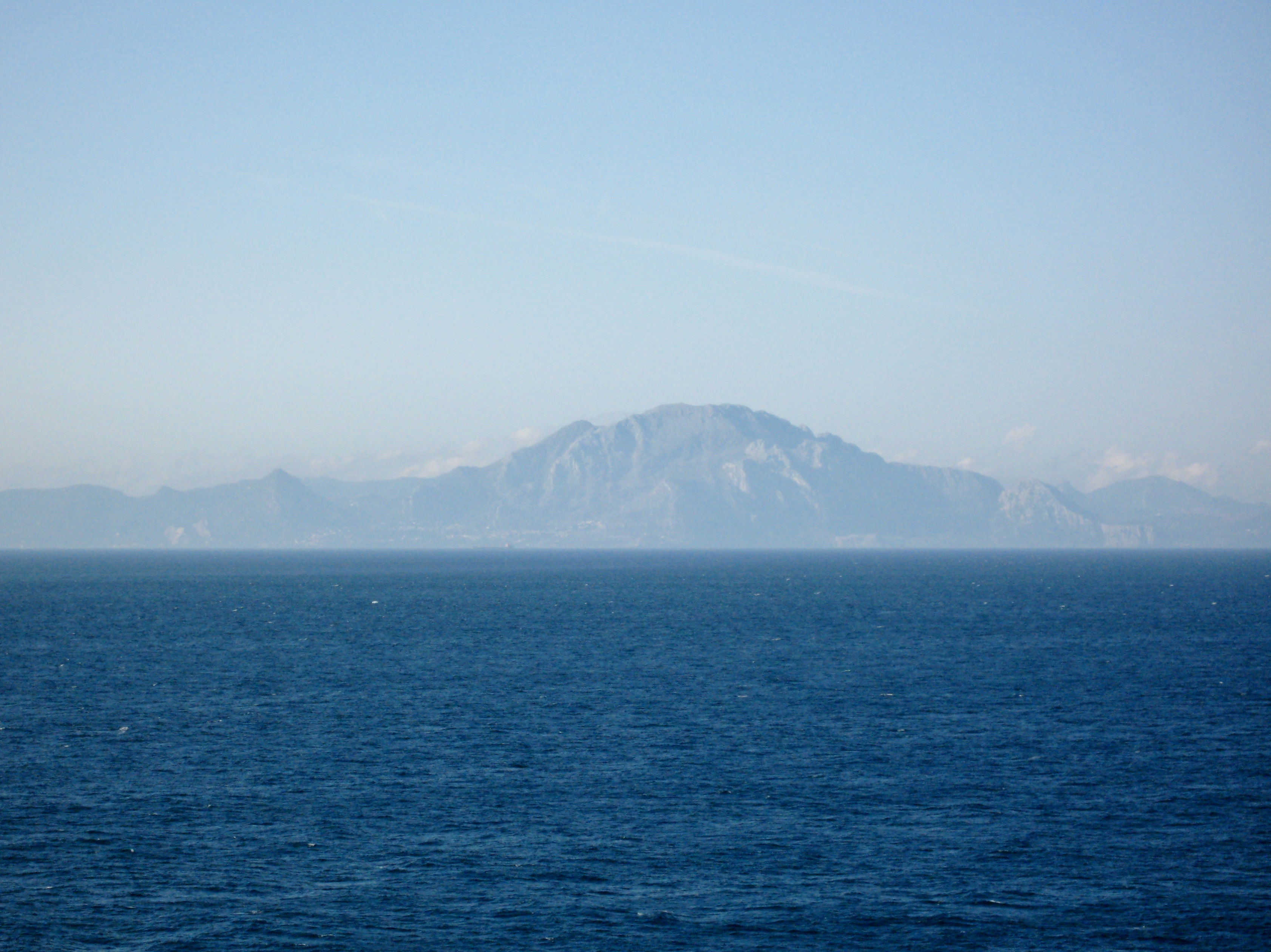
エウローパ岬から見たジブラルタル海峡と北モロッコのリーフ山地
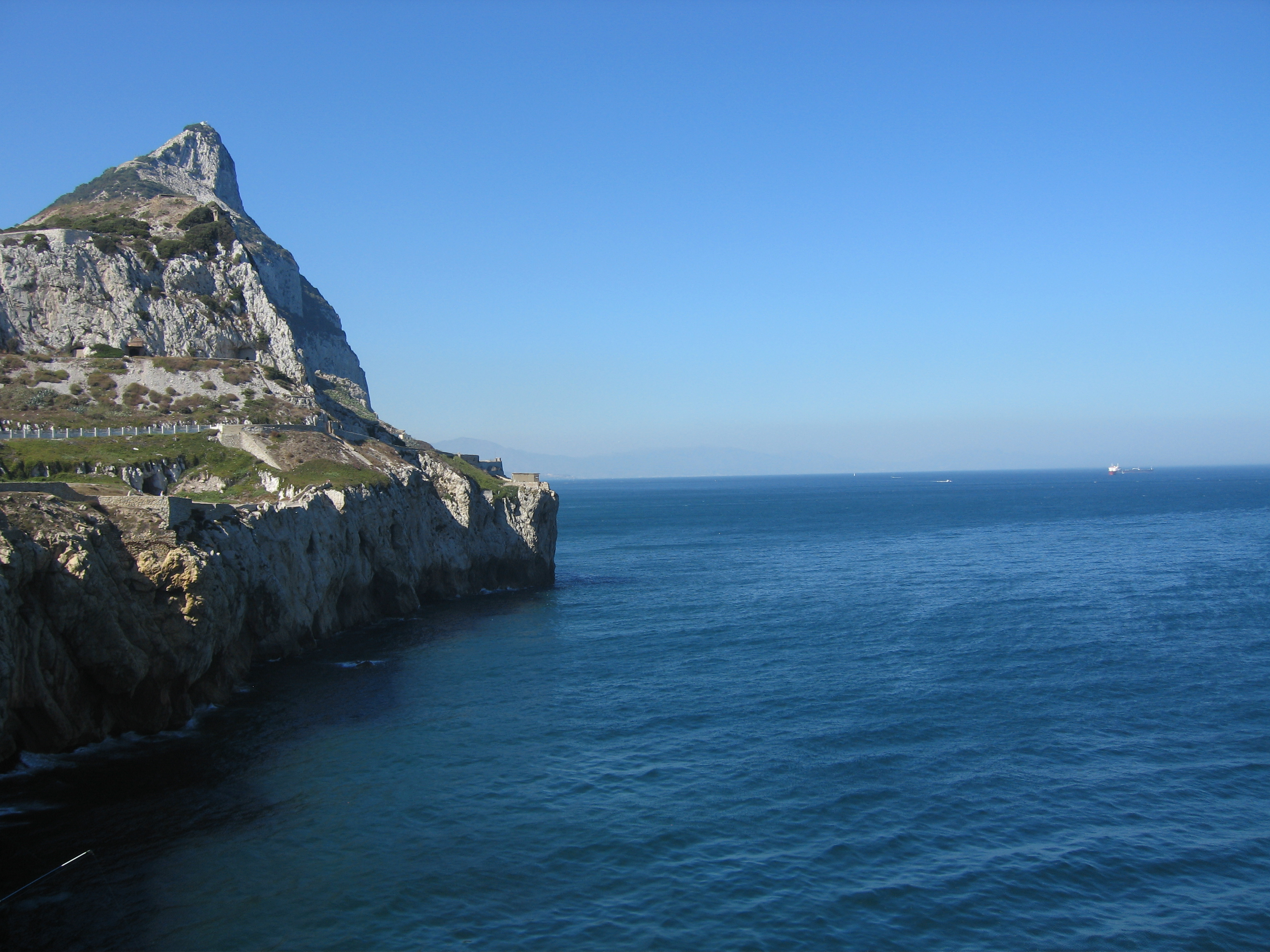
エウローパ岬と地中海
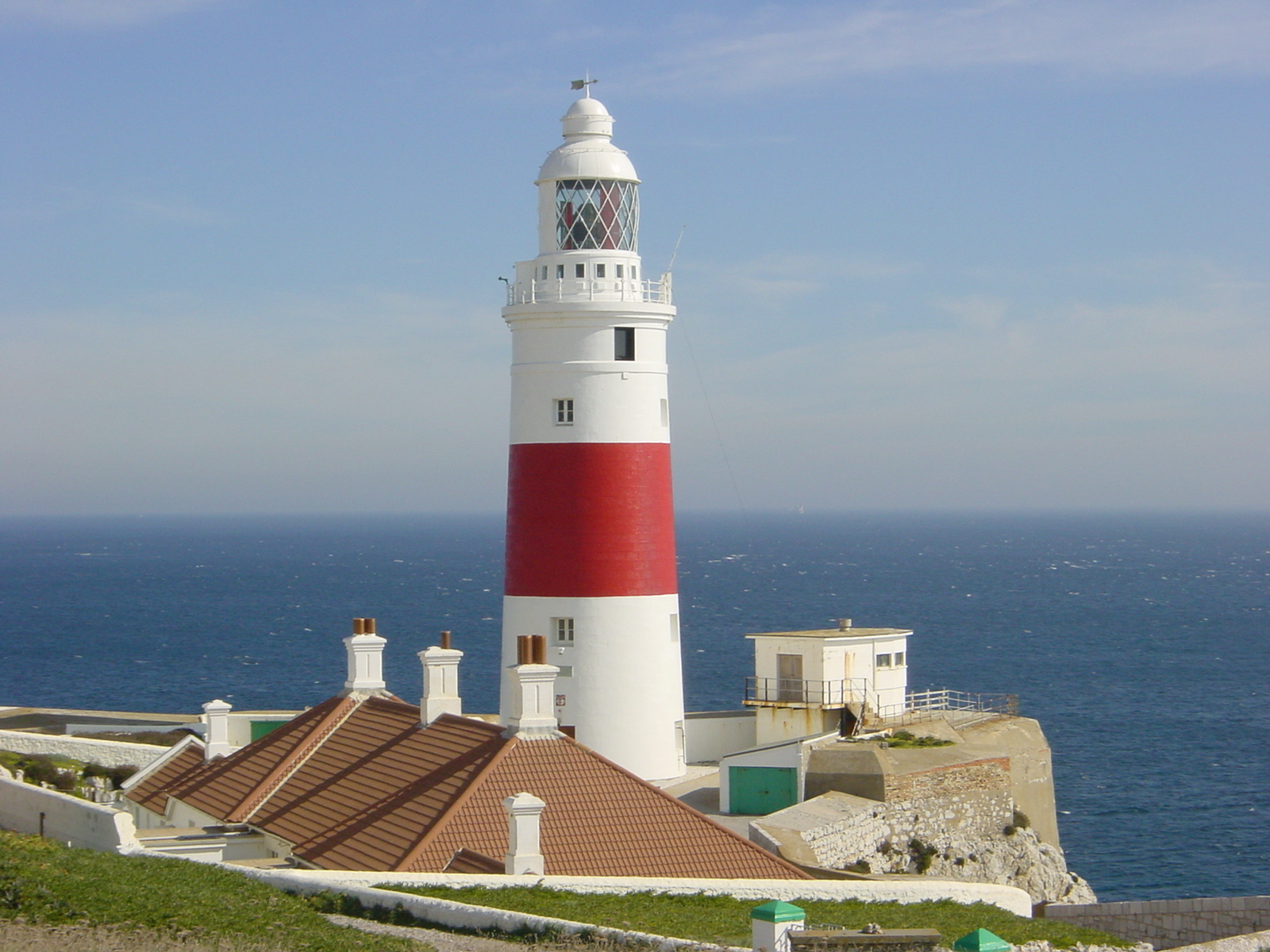
エウローパ岬灯台
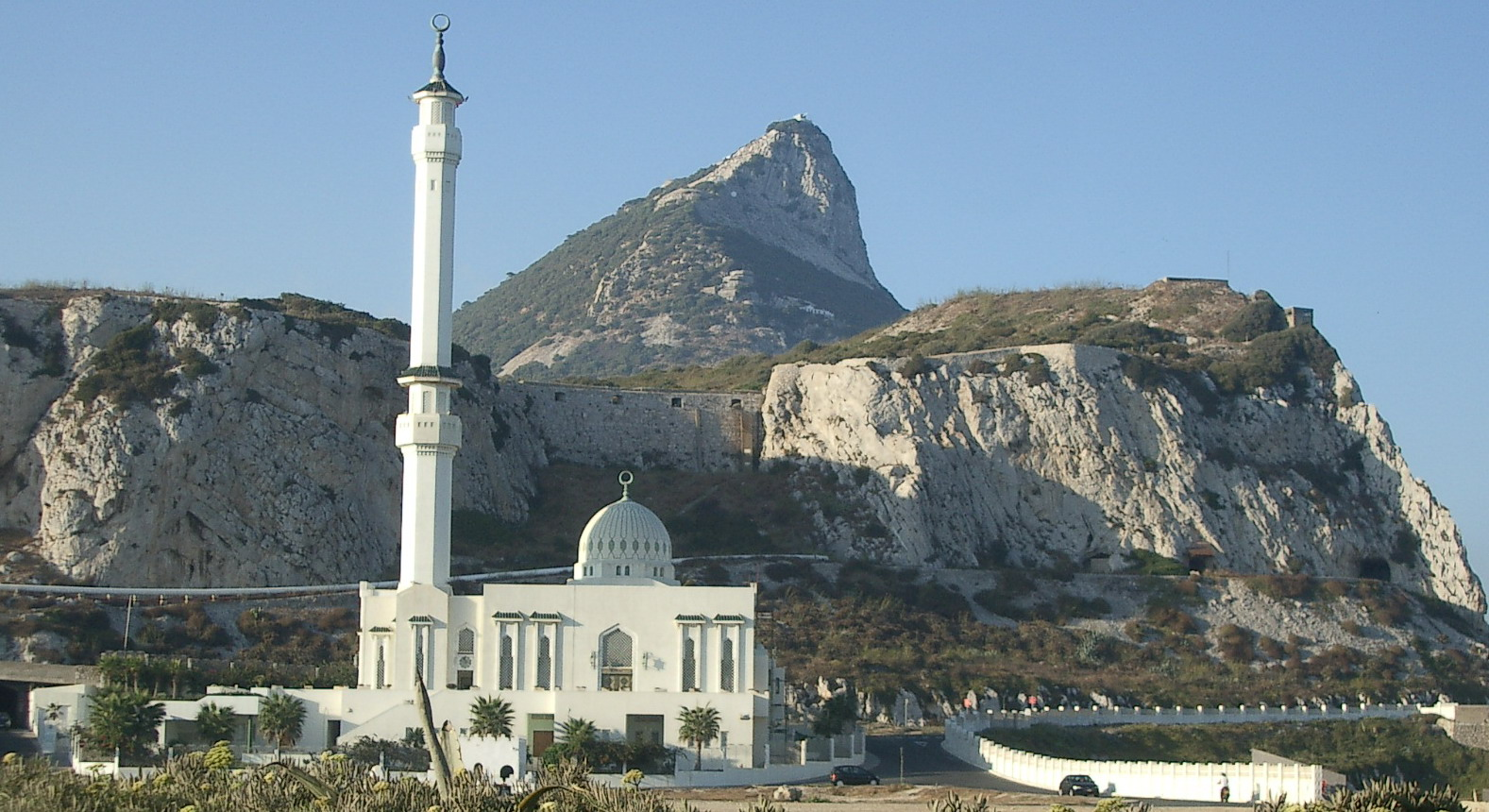
イブラヒム＝アル＝イブラヒムのモスク南面からの眺め
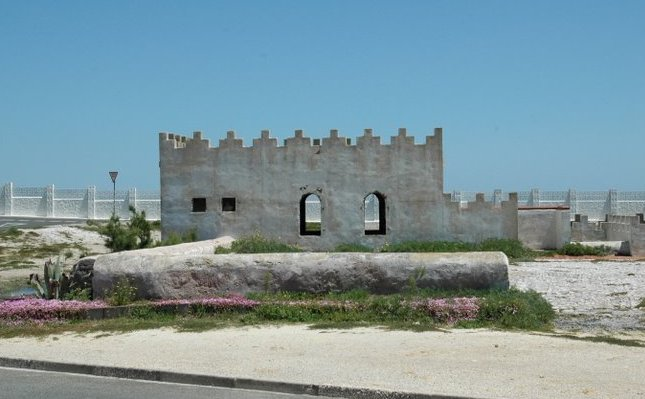
修道女の井戸